# 7017 Урадован
7017 Урадован (7017 Uradowan) — астероїд головного поясу, відкритий 1 лютого 1992 року.
Тіссеранів параметр щодо Юпітера — 3,489.
Названий по імені затоки Урадо-ван (Urado-wan), яка є головним виходом у море в префектурі Коті.